# ラザール・サマルジッチ
ラザル・サマルジッチ（セルビア語: Лазар Самарџић, ラテン文字転写: Lazar Samardžić, 2002年2月24日 - ）は、ドイツ・ベルリン出身のプロサッカー選手。セルビア代表。アタランタBC所属。ポジションはミッドフィールダー。

## 経歴

### クラブ
地元のいくつかのクラブを経て、2009年にヘルタ・ベルリンの下部組織に入団。ユースリーグでゴールを量産し、U-17部門のフリッツ・ヴァルター・メダルも獲得。2020年にトップチームに昇格し、5月22日のウニオン・ベルリン戦でプロデビュー。
このシーズンの出場は3試合のみであったが、バイエルン・ミュンヘン、バルセロナ、ユヴェントスなどのビッグクラブがサマルジッチの獲得を検討していると報じられた。
2020年9月8日、5年契約でライプツィヒに移籍。10月3日、リーグ第3節のシャルケ戦で初出場。
2021年8月5日、イタリアのウディネーゼに5年契約で移籍移籍金は300万ユーロと報じられた。9月12日、リーグ第3節のスペツィア戦でセリエA初出場。このデビュー戦で初ゴールも記録した。幸先のよいスタートを切ったが、イタリアでの最初のシーズン、フル出場した第19節のサレルニターナ戦以外は、すべて途中出場であった。
2シーズン目以降は出場機会を増やし、主力として活躍したことで、2023年8月にはインテル・ミラノへの移籍でクラブ間合意に達し、メディカルチェックもパスしていたが、サマルジッチの父親が金銭条件に口出しをしたことで、この移籍は破談となった。
2024年8月18日、アタランタに一定の条件で買い取り義務となるオプション付きのローンで移籍。買い取り金額は2,500万ユーロと報じられている。

### 代表
ドイツの世代別代表として、UEFA U-17欧州選手権、UEFA U-19欧州選手権予選、UEFA U-21欧州選手権予選などに出場した。
2023年2月、セルビアサッカー協会は、サマルジッチがドラガン・ストイコヴィッチの説得に応じ、セルビアのA代表としてプレイする選択をしたと発表。3月24日、UEFA EURO予選のリトアニア戦でセルビア代表初出場。
2025年3月20日、UEFAネーションズリーグ2024-25・昇格/降格プレーオフのオーストリア戦で代表初ゴールを記録した。

## 個人成績

### クラブ
| 国内大会個人成績 | 国内大会個人成績 | 国内大会個人成績 | 国内大会個人成績 | 国内大会個人成績 | 国内大会個人成績 | 国内大会個人成績 | 国内大会個人成績 | 国内大会個人成績 | 国内大会個人成績 | 国内大会個人成績 | 国内大会個人成績 |
| 年度             | クラブ           | 背番号           | リーグ           | リーグ戦         | リーグ戦         | リーグ杯         | リーグ杯         | オープン杯       | オープン杯       | 期間通算         | 期間通算         |
| 年度             | クラブ           | 背番号           | リーグ           | 出場             | 得点             | 出場             | 得点             | 出場             | 得点             | 出場             | 得点             |
| ドイツ           | ドイツ           | ドイツ           | ドイツ           | リーグ戦         | リーグ戦         | リーグ杯         | リーグ杯         | DFBポカール      | DFBポカール      | 期間通算         | 期間通算         |
| ---------------- | ---------------- | ---------------- | ---------------- | ---------------- | ---------------- | ---------------- | ---------------- | ---------------- | ---------------- | ---------------- | ---------------- |
| 2019-20          | ヘルタ・ベルリン | 40               | ブンデスリーガ   | 3                | 0                | -                | -                | 0                | 0                | 3                | 0                |
| 2020-21          | ライプツィヒ     | 20               | ブンデスリーガ   | 7                | 0                | -                | -                | 2                | 0                | 9                | 0                |
| イタリア         | イタリア         | イタリア         | イタリア         | リーグ戦         | リーグ戦         | イタリア杯       | イタリア杯       | オープン杯       | オープン杯       | 期間通算         | 期間通算         |
| 2021-22          | ウディネーゼ     | 24               | セリエA          | 22               | 2                | 2                | 0                | -                | -                | 24               | 2                |
| 2022-23          | ウディネーゼ     | 24               | セリエA          | 37               | 5                | 2                | 0                | -                | -                | 39               | 5                |
| 2023-24          | ウディネーゼ     | 24               | セリエA          | 34               | 6                | 0                | 0                | -                | -                | 34               | 6                |
| 2024-25          | ウディネーゼ     | 24               | セリエA          | 0                | 0                | 1                | 0                | -                | -                | 1                | 0                |
| 2024-25          | アタランタ       | 24               | セリエA          | 31               | 2                | 2                | 2                | -                | -                | 33               | 4                |
| 通算             | ドイツ           | ドイツ           | ブンデスリーガ   | 10               | 0                | -                | -                | 2                | 0                | 12               | 0                |
| 通算             | イタリア         | イタリア         | セリエA          | 124              | 15               | 7                | 2                | -                | -                | 131              | 17               |
| 総通算           | 総通算           | 総通算           | 総通算           | 134              | 15               | 7                | 2                | 2                | 0                | 143              | 17               |

### 代表
| セルビア代表 | 国際Aマッチ | 国際Aマッチ |
| 年           | 出場        | 得点        |
| ------------ | ----------- | ----------- |
| 2023         | 5           | 0           |
| 2024         | 12          | 0           |
| 2025         | 3           | 1           |
| 通算         | 20          | 1           |

#### ゴール
| #  | 年月日        | 開催地                                                  | 対戦国       | 勝敗 | 試合概要                                           |
| -- | ------------- | ------------------------------------------------------- | ------------ | ---- | -------------------------------------------------- |
| 1. | 2025年3月20日 | エルンスト・ハッペル・シュターディオン（ オーストリア） | オーストリア | △1-1 | UEFAネーションズリーグ2024-25・昇格/降格プレーオフ |